# Лёвит, Карл
Карл Лёвит (нем. Karl Löwith; 9 января 1897, Мюнхен — 26 мая 1973, Гейдельберг) — немецкий философ.

## Биография
Из еврейской семьи, принявшей протестантство, — сын художника и педагога Вильгельма Лёвита.
Добровольцем участвовал в Первой мировой войне, воевал на итальянском фронте, был тяжело ранен, оказался в концентрационном лагере под Генуей.
После освобождения в 1917 году изучал философию и биологию во Фрайбурге под руководством Гуссерля, Хайдеггера и Ханса Шпемана. Защитил диплом по философии Ницше в Мюнхене.
С 1924 года работал в Марбурге под руководством Хайдеггера, сблизился с Лео Штраусом и Гансом Георгом Гадамером. Защитив диссертацию по феноменологии, получил место приват-доцента. Разошёлся с Хайдеггером из-за его отношения к нацизму, полемизировал c децизионистской политической философией Карла Шмитта (под псевдонимом Хуго Фиала).
В 1935 году был отстранен от преподавания как еврей. Переехал в Италию, затем в Японию (1936) и, наконец, в США (1941). Вел богословский семинар в Хартфорде, с 1949 года работал в Новой школе социальных исследований в Нью-Йорке.
В 1952 году вернулся в Германию, преподавал в Гейдельберге до 1964 года, когда вышел в отставку.

## Труды
Автор трудов по философской антропологии, философии истории и истории философии (Декарт, Спиноза, Вико, Гегель, Кьеркегор, Маркс, Буркхардт, Ницше, Макс Вебер, Хайдеггер, Шмитт, Поль Валери), по философии культуры, в том числе — японской. Оставил воспоминания (опубл. 1986). Собрание его сочинений в 9-ти томах издано в Штутгарте в 1981—1988. Полная библиография Лёвита включает более 300 трудов.

## Собрание сочинений
- Sämtliche Schriften, 9 Bde. Hrsgg. von Klaus Stichweh, Marc B. de Launay, Bernd Lutz u. Henning Ritter, Stuttgart 1981—1988:
  - Bd. 1: Mensch und Menschwelt. Beiträge zur Anthropologie, 1981
  - Bd. 2: Weltgeschichte und Heilsgeschehen. Zur Kritik der Geschichtsphilosophie, 1983
  - Bd. 3: Wissen, Glaube und Skepsis. Zur Kritik von Religion und Theologie, 1985
  - Bd. 4: Von Hegel zu Nietzsche, 1988
  - Bd. 5: Hegel und die Aufhebung der Philosophie im 19. Jahrhundert — Max Weber, 1988
  - Bd. 6: Nietzsche, 1987
  - Bd. 7: Jacob Burckhardt, 1984
  - Bd. 8: Heidegger — Denker in dürftiger Zeit. Zur Stellung der Philosophie im 20. Jahrhundert, 1984
  - Bd. 9: Gott, Mensch und Welt — G.B.Vico und Paul Valéry, 1986

## Публикации на русском языке
- От Гегеля к Ницше. Революционный перелом в мышлении XIX века. Маркс и Кьеркегор. — СПб.: Владимир Даль, 2001. — 670 с.
- Смысл в истории. Теологические предпосылки философии истории / Пер., примеч. и предисл. А. Саркисьянца. — СПб.: Владимир Даль, 2021. — 511 с.